# جنات الغزی
جنات الغزی فعال حقوق بشر و معاون مدیر سازمان آزادی زنان در عراق است. در سال ۲۰۱۷ وی جایزه بین‌المللی زنان شجاع را کسب کرد.